# Rocca Al Mare büroohoone
L'immeuble de bureaux de Rocca al Mare (en estonien : Rocca al Mare büroohoone) ou  tour Audi (en estonien : Audi torn) est un immeuble de grande hauteur construit dans le quartier de Rocca al Mare du  district Haabersti à Tallinn, en Estonie.

## Présentation
La construction du bâtiment s'est achevée en 2009.
Il a 16 étages et une superficie de 8 950 m2.
Le bâtiment est desservi par la rue Paldiski mnt ou 8.